# Миллер, Амара
Амара Миллер (англ. Amara Miller; род. 4 мая 2000, Калифорния) — американская актриса.

## Биография
Амара Миллер родилась 4 мая 2000 года в США. В настоящее время живёт в Пацифик-Гроув, Калифорния, вместе с родителями — Аннализой и Майклом Миллерами.
Дебютировала в кино в 2011 году в фильме «Потомки». С 2012 по 2013 год снималась в сериале «Пенсильвания-авеню, 1600». В 2014 году снялась в фильме «Это, блин, рождественское чудо».

## Фильмография
| Год       |   | Русское название               | Оригинальное название      | Роль              |
| --------- | - | ------------------------------ | -------------------------- | ----------------- |
| 2011      | ф | Потомки                        | The Descendants            | Скотти Кинг       |
| 2012—2013 | с | Пенсильвания-авеню, 1600       | 1600 Penn                  | Мэриголд Гилкрист |
| 2014      | ф | Это, блин, рождественское чудо | A Merry Friggin' Christmas | Пэм Велнке        |

## Награды и номинации
| Год  | Награда                                     | Категория                                                         | Работа  | Результат |
| ---- | ------------------------------------------- | ----------------------------------------------------------------- | ------- | --------- |
| 2011 | Phoenix Film Critics Society Awards         | Best Performance by a Youth in a Lead or Supporting Role — Female | Потомки | Номинация |
| 2011 | Готэм                                       | Лучший актёрский ансамбль                                         | Потомки | Номинация |
| 2011 | Women Film Critics Circle Awards            | Лучшая молодая актриса                                            | Потомки | Номинация |
| 2012 | Молодой актёр                               | Best Performance in a Feature Film — Young Actress Ten and Under  | Потомки | Победа    |
| 2012 | Central Ohio Film Critics Association Award | Лучший актёрский ансамбль                                         | Потомки | Номинация |